# Paul Brot
Pour les articles homonymes, voir Brot.
Paul Brot est un footballeur français né le 18 février 1950 à Martigues (Bouches-du-Rhône). 
Ce milieu de terrain a joué  à l'AJ Auxerre : finaliste de la Coupe de France en 1979, il participe à la montée du club bourguignon parmi l'élite l'année suivante.
Il participe au film Coup de tête; c'est lui qui se fait traiter de "polak" [réf. nécessaire].

## Carrière de joueur
- 1967-1968 : FC Martigues
- 1968-1971 : FC Sochaux-Montbéliard
- 1971-1972 : FC Martigues
- 1972-1978 : CS Louhans-Cuiseaux
- 1978-1981 : AJ Auxerre[1]

## Palmarès
- International Amateur
- Vainqueur de la Coupe Gambardella 1967-1968 avec le Football Club de Martigues contre le Stade de Reims, à Avignon en 1968 (score : 2-2, victoire à l'âge)
- Finaliste de la Coupe de France 1979 (avec l'AJ Auxerre)
- Champion de France de Division 2 en 1980 (avec l'AJ Auxerre)